# Les Anges nus
Pour plus de détails, voir Fiche technique et Distribution.
Les Anges nus (Naked Angels) est un film de motard hors-la-loi américain réalisé par Bruce D. Clark, et sorti en 1969. Il offre une perspective de l'intérieur sur le mode de vie des motards hors-la-loi. L'acteur Corey Fischer fait une apparition, ainsi que Penelope Spheeris dans son premier rôle.

## Synopsis
L'histoire concerne une querelle mortelle entre deux bandes de motards rivales. Les Angels veulent se venger de leur rival, les Las Vegas Hotdoggers, qui ont sévèrement tabassé leur chef, Mother (Michael Greene).
Mother revient chez les Angels et sa partenaire, Marlene (Jennifer Gan), est devenue la propriété de Fingers (Richard Rust), le nouveau chef du clan. Lorsque Mother réapparaît, il reprend rapidement le leadership du gang et les droits sur Marlene, blonde, lascive et vulgaire.
Les Angels partent à la recherche des Hotdoggers dans leur repaire, un bar de Las Vegas. Ne trouvant pas leurs rivaux, les Anges dégradent le bar et terrorisent les habitants. Un Hotdogger solitaire trahit son gang et indique aux Anges une mine secrète dans le désert où ils pourront retrouver son gang.
Plus tard dans la soirée, Marlene et Mother se promènent en hélico à Vegas, lorsqu'une danseuse dans une voiture attire l'attention de ce dernier. Il part avec elle et revient pour découvrir une Marlène livide de rage. En partant dans le désert, les Angels et Mère se disputent sur ce qu'il faut faire et sur la façon de traverser le désert. Marlène insulte rageusement Mother. Celui-ci se met en colère et dit que tous les membres de la bande peuvent avoir Marlene. Personne dans la bande n'accepte, alors Mother part toute seule.
Les Angels et finalement Mother se retrouvent dans la cachette de la mine avec les Hotdoggers. Un bâton de dynamite fait sortir les Hotdoggers de la mine pour une bagarre avec des chaînes de pneus, des couteaux, des poings et des bottes. Le chef des Hotdoggers vole le vélo d'Angel, mais Mother le maîtrise et l'achève sous les yeux et les applaudissements des Angels.
Après s'être vengés de tous les Hotdoggers, Fingers et Mother s'affrontent à la fin, car seul l'un d'entre eux peut devenir le chef des Angels.

## Fiche technique
- Titre français : Les Anges nus[2]
- Titre original : Naked Angels
- Réalisation : Bruce D. Clark
- Scénario : Bruce D. Clark, Marc Siegler
- Photographie : Robert Eberlein, William B. Kaplan
- Montage : Johanna Bryant
- Musique : Jeff Simmons, Randy Sterling
- Producteur : Roger Corman, David Dawdy
- Société de production : Favorite, Crown International Pictures, Goldstone Films Enterprises, David Dawdy Productions
- Pays de production :  États-Unis
- Langue : anglais américain
- Format : couleurs par Eastmancolor - 1,85:1 - Son mono - 35 mm
- Genre : film de motard hors-la-loi
- Durée : 89 minutes
- Date de sortie :
  - États-Unis : 6 août 1969
  - France : 30 décembre 1970

## Distribution
- Michael Greene (en) : Mother
- Jennifer Gan (en) : Marlene
- Richard Rust : Fingers

## Production
Les acteurs des Anges nus sont en fait des étudiants en cinéma de l'Université de Californie à Los Angeles. Ils ont été conseillés par un ancien membre des Hells Angels, ce qui a contribué à l'atmosphère malsaine du film. Financé par Roger Corman et produit par David Dawdy, étudiant en cinéma, le film a utilisé le camion-caméra et le technicien de Francis Ford Coppola. Il a été écrit en trois week-ends et tourné en trois semaines.
Le film, sorti en couleur, tire parti de l'éclairage au néon de Las Vegas, car c'est là que se déroulent de nombreuses séquences de tournage. Le spectateur bénéficie d'une véritable représentation historique de l'état de la ville à la fin des années 60. Le film comporte des séquences où les images alternent entre l'action en mouvement et la photographie fixe, ce qui lui confère un caractère de « film d'auteur ». Avec la bande sonore de guitare électrique fuzz, le film comporte de nombreuses séquences de « rêve » ou d'« hallucination », ce qui lui confère une atmosphère surréaliste. L'emplacement des caméras dans les séquences de moto donne au spectateur un point de vue inhabituel dans ce type de séquences d'action en mouvement.